# Raya (Singkep Barat)
Raya is een bestuurslaag in het regentschap Lingga van de provincie Riau-archipel, Indonesië. Raya telt 1471 inwoners (volkstelling 2010).